# 尚皮尼厄勒 (阿登省)
尚皮尼厄勒（法語：Champigneulle，法語發音：[ʃɑ̃piɲœl]）是法国大東部大區阿登省的一个市镇，属于武济耶区。

## 地理
尚皮尼厄勒（49°21'7"N, 4°55'33"E）面积7.73 平方千米，位于法国大東部大區阿登省，该省份为法国北部内陆省份，西接埃纳省，南至马恩省，东临默兹省，北与比利时接壤。
与尚皮尼厄勒接壤的市镇（或旧市镇、城区）包括：贝菲和勒莫尔托姆、舍维耶尔、伊梅库尔、朗德尔和圣乔治、圣朱万、韦尔佩勒、格朗普雷。

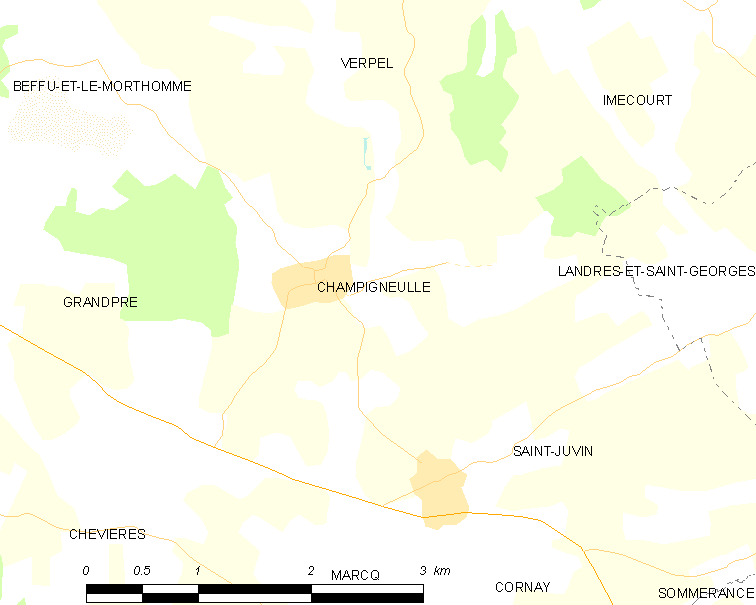
的OSM定位图

尚皮尼厄勒的时区为UTC+01:00、UTC+02:00（夏令时）。

## 行政
尚皮尼厄勒的邮政编码为08250，INSEE市镇编码为08098。

## 政治
尚皮尼厄勒所属的省级选区为阿蒂尼县。

## 人口

1962-2008年间人口变化图示

尚皮尼厄勒于2022年1月1日时的人口数量为53人。